# Петров, Александр Степанович
Александр Степанович Петров — советский хозяйственный, государственный и политический деятель.

## Биография
Родился в 1906 году в Санкт-Петербурге. Член ВКП(б) с года.
С 1919 года — на хозяйственной, общественной и политической работе. В 1919—1953 гг. — рассыльный продсклада, чернорабочий военно-морского госпиталя и торгового порта, клепальщик на Балтийском судостроительном заводе, уполномоченный в 55-м, 57-м и 62-м пограничных отрядах, военный комиссар 2-го пограничного отряда, военком штаба пограничных войск НКВД Белорусского округа, заместитель начальника отдела политпропаганды пограничных войск НКВД Молдавской АССР, начальник политотдела охраны Войскового тыла Южного фронта, военный комиссар охраны тыла 9-й армии, в группе резерва при политическом управлении войск НКВД. С 15 августа 1945 года по
31 марта 1953 года работал начальником управления НКВД по Могилёвской области.
12 декабря 1937 года выбран депутатом Верховного Совета СССР 1-го созыва от Молдавской АССР (переизбран 12 января 1941 года от Молдавской ССР).